# Роберт Веллс
Роберт Веллс  (англ. Robert Wells, 15 травня 1961) — британський боксер, олімпійський медаліст.
Роберт — син Вільяма Веллса, боксера, який брав участь в Олімпійських іграх 1968.

## Виступи на Олімпіадах
| Олімпіада         | Дисципліна         | Місце |
| ----------------- | ------------------ | ----- |
| Лос-Анджелес 1984 | надважка категорія | =3    |

- В чвертьфіналі переміг Віліамі Пулу (Тонго) — KO-1
- У півфіналі програв Франческо Даміані (Італія) — RSC-3

У 1986 і 1989 роках він провів п'ять професійних боїв, з яких виграв три.